# Fińska Formuła 3 Sezon 2003
Fińska Formuła 3 Sezon 2003 – dziesiąty sezon Fińskiej Formuły 3.

## Klasyfikacja kierowców
| Legenda oznaczeń w tabelach wyników Wyświetl szablon na nowej stronie | Legenda oznaczeń w tabelach wyników Wyświetl szablon na nowej stronie                                                                     |
| Oznaczenie                                                            | Wyjaśnienie |
| --------------------------------------------------------------------- | --- |
| Złoty                                                                 | Zwycięzca lub mistrzostwo |
| Srebrny                                                               | 2. miejsce lub wicemistrzostwo |
| Brązowy                                                               | 3. miejsce lub II wicemistrzostwo |
| Zielony                                                               | Ukończył, punktował (w klasyfikacji generalnej, gdy zdobył co najmniej jeden punkt na przestrzeni sezonu, poza trzema powyższymi opcjami) |
| Niebieski                                                             | Ukończył, nie punktował (w klasyfikacji generalnej, gdy nie zdobył co najmniej jednego punktu na przestrzeni sezonu)                      |
| Czerwony                                                              | Nie zakwalifikował się (NZ) |
| Czerwony                                                              | Nie prekwalifikował się (NPK) |
| Różowy                                                                | Nie ukończył (NU) |
| Różowy                                                                | Niesklasyfikowany (NS) (w klasyfikacji generalnej, gdy nie został sklasyfikowany w żadnym wyścigu sezonu)                                 |
| Czarny                                                                | Zdyskwalifikowany (DK) |
| Czarny                                                                | Wykluczony (WYK/EX) |
| Biały                                                                 | Nie wystartował (NW) |
| Biały                                                                 | Kontuzjowany (K/INJ) |
| Biały                                                                 | Wyścig odwołany (OD/C) |
| Bez koloru                                                            | Został wycofany (WYC/WD) |
| Bez koloru                                                            | Nie przybył (NP/DNA) |
| Bez koloru                                                            | Nie brał udziału w treningach (NT/DNP) |
| Bez koloru                                                            | Nie został zgłoszony (–) |
| Pogrubienie                                                           | Start z pole position |
| Kursywa                                                               | Najszybsze okrążenie wyścigu |
| †                                                                     | Nie ukończył, ale jego rezultat został zaliczony ze względu na przejechanie więcej niż 90% dystansu wyścigu.                              |
| *                                                                     | Sezon w trakcie |
| 1/2/3                                                                 | Punktowana pozycja w sprincie kwalifikacyjnym                                                                                             |
| Lista systemów punktacji Formuły 1                                    | |

| Poz. | Kierowca            | ALA | ALA | MOT | MOT | BOT | BOT | KEM | KEM | ALA | ALA | AHV | AHV | Punkty |
| ---- | ------------------- | --- | --- | --- | --- | --- | --- | --- | --- | --- | --- | --- | --- | ------ |
| 1    | Andrea Belicchi     | 1   | 1   | 1   | 1   | -   | -   | 1   | 1   | 1   | 1   | -   | -   | 300    |
| 2    | Aleksiej Pawłowski  | 2   | 3   | 2   | 2   | 1   | 1   | 4   | 2   | 3   | 3   | 3   | 1   | 255    |
| 3    | Teemu Tanninen      | 5   | 4   | 4   | 11  | 3   | 2   | 2   | 3   | 2   | 2   | 1   | 2   | 212    |
| 4    | Jaakko Ruotsalainen | 4   | 2   | 3   | 9   | 5   | NU  | -   | -   | 5   | 5   | 5   | 7   | 207    |
| 5    | Simo Santapukki     | 9   | 7   | 5   | 4   | 6   | 5   | 5   | NU  | 4   | 7   | 4   | 4   | 178    |
| 6    | Pauli Talikka       | 7   | 5   | 7   | 5   | 7   | 6   | 9   | 6   | 8   | 9   | 7   | 6   | 162    |
| 7    | Urmas Uusneem       | 6   | 8   | 12  | 7   | 9   | 8   | 7   | NU  | 7   | 6   | 6   | 5   | 150    |
| 8    | Ari Kalliola        | 11  | 9   | 9   | 10  | 8   | 7   | 6   | 5   | 6   | 8   | 8   | NU  | 135    |
| 9    | Jari Nieminen       | 8   | NU  | 8   | 8   | NU  | NU  | 8   | NU  | 9   | 10  | -   | -   | 114    |
| 10   | Arto Laitinen       | -   | -   | 11  | 6   | 4   | 4   | -   | -   | 10  | 4   | 2   | 3   | 103    |
| 11   | Jari Koivisto       | 3   | 6   | 10  | NU  | -   | -   | -   | -   | -   | -   | -   | -   | 89     |
| 12   | Arto Taimi          | 12  | NU  | 6   | 3   | 2   | 3   | 3   | 4   | -   | -   | -   | -   | 85     |
| 13   | Mikko Polameri      | 10  | 10  | -   | -   | -   | -   | -   | -   | -   | -   | -   | -   | 40     |